# Cantó de Béthune-Est
El cantó de Béthune-Est és un cantó francès del departament del Pas de Calais, situat al districte de Béthune. Té 5 municipis i part del de Béthune.

## Municipis
- Béthune (part)
- La Couture
- Essars
- Hinges
- Locon
- Vieille-Chapelle
- Verquigneul

## Història
| Data d'elecció                           | Identitat       | Partit                    | Qualitat |
| ---------------------------------------- | --------------- | ------------------------- | -------- |
| 1992-1998                                | Jean Vanrullen  | PS, després Divers gauche |          |
| 1998-2004                                | André Delory    | PS                        |          |
| 2004-                                    | Raymond Gaquère | PS                        |          |
| les dades anteriors no són pas conegudes |                 |                           |          |
|                                          |                 |                           |          |